# Miho Oki
Miho Oki (Japans: 沖 美穂, Oki Miho) (Shimizu (Subprefectuur Tokachi), 8 maart 1974) is een voormalig wielrenster uit Japan. Ze werd tien keer op rij Japans kampioene op de weg en twee keer nationaal kampioene tijdrijden.

## Carrière
Ze nam namens Japan driemaal deel aan de Olympische Spelen: in 2000 in Sydney werd ze 41e, in 2004 in Athene behaalde ze de 20e plaats en in 2008 in Peking eindigde ze als 31e.
In 2003 en 2004 reed Oki voor het Nederlandse Farm Frites-Hartol en vanaf 2005 voor de Italiaanse wielerploeg Nobili Rubinetterie-Menikini-Cogeas, dat in 2007 verder ging als Menikini-Selle Italia-Gysko. Ze stond diverse keren op het podium van de Australia World Cup en de Trofeo Alfredo Binda. Ook behaalde ze enkele ereplaatsen in de vrouwenwedstrijd van Milaan-San Remo, de Ronde van Vlaanderen en de Waalse Pijl.

## Palmares
1999
 Japans kampioene op de weg
2000
 Japans kampioene op de weg
2001
 Japans kampioene op de weg
2002
 Japans kampioene op de weg
Trophée des grimpeurs
2003
 Japans kampioene op de weg
2004
 Japans kampioene op de weg
2005
 Japans kampioene op de weg
2006
 Japans kampioene op de weg
 Japans kampioene tijdrijden
2007
 Japans kampioene op de weg
 Japans kampioene tijdrijden
2008
 Japans kampioene op de weg

### Uitslagen in voornaamste wedstrijden
| Jaar | Milaan-San Remo | Ronde van Vlaanderen | Amstel Gold Race | Australia World Cup | Trofeo Alfredo Binda | Waalse Pijl |  | WK op de weg |
| ---- | --------------- | -------------------- | ---------------- | ------------------- | -------------------- | ----------- |  | ------------ |
| 1999 |                 |                      |                  |                     |                      |             |  | 88e          |
| 2000 |                 |                      |                  | 15e                 |                      |             |  | 42e          |
| 2001 |                 |                      |                  | 6e                  |                      |             |  | 57e          |
| 2002 | 37e             |                      |                  | 23e                 |                      | 19e         |  | opgave       |
| 2003 | 30e             |                      | 19e              | 13e                 |                      | 34e         |  | 48e          |
| 2004 | 18e             | 27e                  |                  | Brons               |                      | 42e         |  | 35e          |
| 2005 | 13e             | 41e                  |                  | 5e                  | Brons                |             |  | 60e          |
| 2006 |                 | 13e                  |                  | Zilver              |                      | 24e         |  | opgave       |
| 2007 |                 |                      |                  | 11e                 |                      | 44e         |  | opgave       |
| 2008 |                 |                      |                  | 15e                 | 4e                   |             |  | 82e          |